# Navadni koprivovec
Navadni koprivovec (znanstveno ime Celtis australis) je listopadno drevo, izvirajoče iz južne Evrope, severne Afrike in male Azije, čeprav gojeno kot okrasno drevo raste tudi zunaj Sredozemlja v krajih s prehodnocelinskim podnebjem; v Anglijo je bila vrsta prinesena 1796. Za vrsto je značilno gladko sivo lubje ter koščičasti užitni moknati plodovi. Navadni koprivovec je simbolno drevo Istre: zaradi njegove suholjubnosti, estetskih alstnosti in sence, ki jo daje, je priljubljen v istrskih drevoredih.

## Etimologija
Slovensko znanstveno ime se nanaša na obliko listov, ki so podobni koprivnim. Motivacija je enaka kot v srbski besedi копривић (koprivić) ali angleški nettle tree. Srbski izrazi коштела (koštela), кошћела (koščela), костјела (kostjela) se nanašajo na razmeroma veliko koščico v notranjosti ploda. Angleški izraz honeyberry nakazuje na sladke plodove.

## Galerija
- C. australis, primerek posajen 1550, Fox-Amphoux, Francija.
- Cvet od koprivovca
- Celtis australis - jesensko listje
- Celtis australis